# مجد القاسم
معضاد مؤيد إبراهيم قاسم  والمشهور ب مجد القاسم مطرب سوري ، وهو شقيق مذيع قناة الجزيرة الاعلامي فيصل القاسم.

## البيوغرافيا
ولد بقرية الثعلة إحدى قرى محافظة السويداء بسوريا لعائلة بسيطة مكونة من أب و أم و أحد عشر ابناً، ترتيب مجد بينهم السادس وهم ( فيصل، فاروق، سعود، أنور، زيدان، آسيا، فضل، محجوب، وهب، نور).
وبالرغم من أن الأحوال المعيشية لهذه العائلة المكافحة لم تكن تسمح لمجد باقتناء آلة موسيقية تشبع عشقه المبكر للموسيقى، إلا أن هذه العائلة منحته ما هو أعظم من ذلك؛ فقد منحته الدفء الأسري والترابط العائلي، مما ساهم في تكوين ملامح الشخصية الرومانسية لمجد القاسم.
وسط هذا الجو الأسري بدأت علاقة مجد القاسم بالموسيقى فقد كانت العائلة تذخر بالمواهب الفنية المختلفة، ومن خلال استراقه السمع لعزف أخيه سعود على آلة العود بدأ شغف مجد بهذه الآلة الساحرة، فأهداه سعود أول آلة موسيقية خاصة به.
لم يكن مجد يدرك حينها أن هذا الشغف بالموسيقى سيتحول إلى هوس يدفعه للانتقال إلى دمشق مرتين أسبوعياً لتعلم أصول العزف على آلة العود على يد الأستاذ ( ميشيل عوض )، أو أن عشقه للموسيقى سيشغله عن دراسته بدراسة الأدب العربي وحفظ الشعر القديم، والذي كان له أكبر الأثر بعد ذلك في تفرد مجد بأداء مميز للموال.

## أول نجاح
لم يعد مجرد العزف على آلة العود أو الغناء بين الأصدقاء كافياً بالنسبة لمجد لإشباع موهبته فبدأ يتطلع إلى الوصول بموهبته إلى الناس، وكان طبيعياً أن تكون الحفلات والمهرجانات المدرسية في محافظ السويداء مجالاً خصباً يستطيع من خلاله أن يصل إلى الأسماع. إلى أن كان اشتراكه في برنامج ( نادي الهواة ) بإذاعة دمشق أثناء المرحلة الثانوية نقطة هامة في حياته حيث أكسبه نجاحه في هذا البرنامج ثقة الآخرين وأولهم أخيه ( فيصل ) الذي كان يدرس بلندن وقتها، فشجعه على الذهاب لاستكمال دراسته الموسيقية في مصر على أن يشاركه مصاريف الدراسة، و لكن الأهم من ذلك أن هذه التجربة أكسبت مجد نفسه المزيد من الثقة في موهبته و قدرته على النجاح.
في هذه الفترة التقى مجد في منزل الفنان ( فهد بلان ) بالموسيقار الكبير ( سيد مكاوي ) والذي نصحه بضرورة الانتقال إلى مصر للبحث عن فرصة حقيقية للانطلاق، وبعد تجربتين غنائيتين لإذاعة دمشق مع الشاعر (سعود الديب) هما (مرتاح والله) و (مع الليل مشينا) شعر مجد أنه قد حان الوقت للبحث عن فرصته في القاهرة.
في شهر يونيو سنة 1990م حمل مجد حقيبة سفره وعوده وموهبته ومائة دولار، ومعهم الكثير من الآمال والطموحات والأحلام الوردية متوجهاً إلى القاهرة، ومع هبوط الطائرة في مطار القاهرة سرعان ما عاد مجد إلى أرض الواقع ليصطدم بأول عقبة تواجهه وتكاد تنهي مشواره قبل بدايته فقد اكتشف ضياع حقيبته وكل ما يملكه، و الأكثر من ذلك أن المائة دولار الوحيدة التي يملكها كانت مزورة ليدخل في تحقيقات طوال اليوم، قبل أن تصادر منه المائة دولار.
خرج مجد من المطار ليجد نفسه وحيداً مفلساً في القاهرة لا يملك غير عوده وموهبته ودولار واحد عليه أن يجد لنفسه بهم مكاناً على طريق النجاح، ومع ذلك لم يفقد إيمانه بنفسه فتوجه إلى أحد الفنادق الرخيصة بوسط القاهرة ليتصل بأخيه فيصل يحكي له ما حدث وينتظر أسبوع كامل حتى يصله مبلغ من أخيه.
ورغم مرارة التجربة التي ما زال مجد يذكرها حتى الآن، إلا أنه اكتشف أنها مجرد خطوة في رحلة طويلة من المعاناة عليه أن يواجهها، فمع الصعوبات المادية كان المناخ الغنائي بصفة عامة في هذه الفترة مع أوائل التسعينيات غير مستقر وبالتالي من الصعب ظهور موهبة جديدة.

## أول ألبوم
قضى مجد السنة الأولى بأكملها في محاولة البحث واستكشاف هذا العالم الجديد عليه، ثم الدراسة لفترة في معهد الموسيقى العربية ( معهد فؤاد الأول )، ومع بداية السنة الثانية له في القاهرة حصل على أول لحن من الموسيقار ( سيد مكاوي ) وهو ( طير يا جناح الشوق ) ولكنه لم يظهر للنور، إلا أن تشاء الظروف أن يقوم مجد بالغناء في حفلة تكريم للفنانة ( ماجدة )، ويلتقي هناك بالسيدة ( سحر منتصر ) صاحبة شركة ( صوت الحب ) للإنتاج الفني والتي دعته لزيارة الشركة ليشترك مجد بأول ألبوم غنائي له هو ( خليجيات ) مع مجموعة من المطربين لينجح هذا الألبوم نجاحاً كبيرا دون أن يذكر اسم المطربين على الألبوم.
كان نجاح الألبوم كافياً لتبدأ الشركة المنتجة في تنفيذ ألبوم غنائي خاص بمجد القاسم والذي حمل اسم (ما بيدي ) و ذلك في سنة 1993م، و كان أول ألبوم غنائي لمجد القاسم وضم 8 أغاني، إلا أن الفشل كان من نصيب هذا الألبوم، حيث لم يتوفر له أي عنصر من عناصر النجاح أو حتى الانتشار ولو بشكل محدود بسبب ضعف الإمكانيات الإنتاجية والدعائية، ليجد مجد نفسه قد تراجع إلى نقطة البداية مرة أخرى فكيف يمكن لشركة إنتاج أن تخاطر بالإنتاج لمطرب جديد وخاصة مع وجود تجربة سابقة لم يكتب لها النجاح.
لم يجد مجد سوى الغناء والعزف على العود في الحفلات الخاصة لمحاولة إيجاد مورد رزق، وفي هذه الفترة قدم أخوه «فضل» إلى القاهرة ليشاركه رحلته الفنية.